# بريجيرا
بريجيرا (بالإنجليزية: Briggera) هو أحد أجناس الدياتوم المعروف من واقع السجلات الحفرية .

## الأنواع
- B. ornithocephala